# Jeże (województwo mazowieckie)
Jeże – wieś sołecka w Polsce położona w województwie mazowieckim, w powiecie mławskim, w gminie Stupsk.
W latach 1975–1998 miejscowość administracyjnie należała do województwa ciechanowskiego.